# Франко Окампос, Сенон
Сенон Франко Окампос (исп. Zenón Franco Ocampos; 12 мая 1956, Асунсьон — 1 октября 2024, Виго, Галисия) — парагвайский (впоследствии — испанский) шахматист, гроссмейстер (1990), чемпион Парагвая (1976). Является автором многих книг по шахматам, переведённых на русский язык. Старший тренер ФИДЕ (2012).
В составах сборной Парагвая — участник 8 шахматных олимпиад (1976—1978, 1982, 1988—1990, 2002, 2006—2008), где 7 раз играл за первой доской. В составе сборной Испании — участник олимпиады 1998 года.
Умер в Сантьяго-де-Компостела 1 октября 2024 года в возрасте 68 лет.

## Спортивные результаты
Трёхкратный чемпион Гран-при Аргентины (1979—1981), победитель континентального чемпионата Америки (1981), вице-чемпион Испании (1999). На шахматной олимпиаде 1982 года Люцерне получил золотую медаль, играя на первой доске. Двукратный командный чемпион Испании: в 1994 году, играя за «Вилья де Терор» и в 2003 году, играя за «Маркоте».

## Изменения рейтинга
| Графики недоступны из-за технических проблем. См. информацию на Фабрикаторе и на mediawiki.org. |